# Dschihad der Fulbe

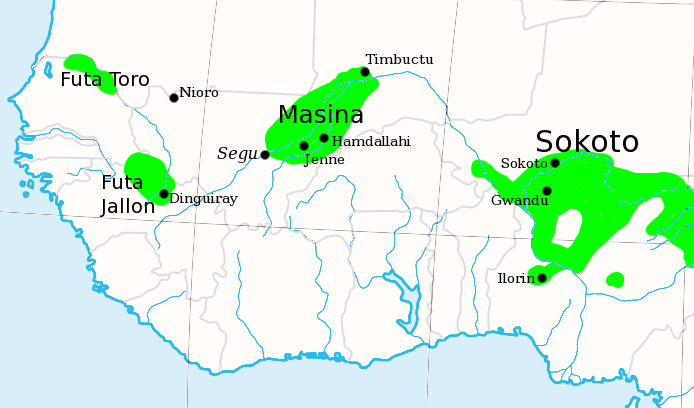
Fulani-Dschihad-Staaten in West-Afrika, um 1830.

Der Dschihad der Fulbe war eine Welle von muslimisch motivierten kriegerischen Auseinandersetzungen der Fulbe mit ihren Nachbarn in Westafrika des 18. und 19. Jahrhunderts. In seiner Folge entstanden unter anderem die theokratischen Fulbe-Staaten Futa Dschalon im heutigen Guinea, Futa Toro im Senegal und das Sokoto-Kalifat in Nigeria. Von Futa Toro aus begann der Sufi El Hadj Umar Tall 1851 einen Dschihad, der ihn in Konflikt mit der französischen Kolonialmacht brachte. Er wich nach Mali aus und eroberte dort 1861 das Reich von Bambara um Segou und 1862 das Massina-Reich um Djenné und Mopti.
Der Scheich des Sufi-Ordens (tariqa) der Qadiriyya, Usman dan Fodio, organisierte mit seinem Bruder und seinem Sohn eine religiöse Erneuerungsbewegung unter den Fulbe, der er durch kriegerischen Dschihad zum Durchbruch verhalf. Nach den erfolgreichen Feldzügen der Bewegung organisierte er die verschiedenen Emirate Nordnigerias unter seiner Leitung zum Kalifat von Sokoto, das erst durch die kolonialen Eroberungen der Briten Ende des 19. Jahrhunderts zerstört werden sollte.
Teil des Dschihad war auch die Gründung des Emirates Adamaua durch Modibo Adama.